# William E. Barrett
William E. Barrett (* 16. November 1900 in New York City, New York; † 14. September 1986 in Denver, Colorado) war ein US-amerikanischer Schriftsteller.

## Leben und Werk
William Edmund Barrett wuchs in New York City auf und verbrachte einige Jahre in Denver. Im Alter von 14 Jahren verkaufte er sein erstes Gedicht. Am Manhattan College absolvierte er eine Ingenieurs-Ausbildung. Später arbeitete er freiberuflich als Verfasser von Industriepublikationen. In diesen Jahren begann er mit dem Schreiben von Kurzgeschichten, die in Kriminalmagazinen veröffentlicht wurden.
Sein erstes Buch, die Biografie Woman on Horseback, erschien 1938. Ein Jahr später kehrte er nach Denver zurück, wo er als Spezialist für Flugzeugtechnik und Luftfahrt zu Beginn des Zweiten Weltkriegs verschiedene Aufgaben übernahm, unter anderem bei der amerikanischen Luftwaffe. 1951 erschien sein bekanntester Roman The Left Hand of God, der später mit Humphrey Bogart in der Hauptrolle verfilmt wurde. Sein 1962 veröffentlichter Roman Lilien auf dem Felde wurde mit Sidney Poitier in der Hauptrolle ebenfalls erfolgreich verfilmt.
Barrett behandelte mit Vorliebe religiöse und philosophische Themen. 1964 verfasste er eine Biografie über Papst Paul VI. Sein letztes Werk, der 1975 erschienene Roman The Lady of the Lotus, befasst sich mit fernöstlicher Religion.

## Werke
- Woman on Horseback (1938)
- Flight from Youth (1939)
- The Last Man (1946)
- The Evil Heart (1946)
- The Number of My Days (1946)
- Son-of-a-Gun Stew (1946)
- Denver Murders (1946)
- Man from Rome (1949)
- The Left Hand of God (1951)
- Shadows of the Images (1953)
- Sudden Strangers (1956)
- The Empty Shrine (1958)
- Girl from Nowhere (1959)
- The Edge of Things (1960)
- The First War Planes (1960)
- Lilies of the Field (1962)
  - Deutsch: Lilien auf dem Felde. Übersetzt von Jutta Knust und Theodor Knust. Herder, Freiburg 1963.
- The Fools of Time (1963)
  - Deutsch: Serum 223. Übersetzt von Thomas Schlück. Herder, 1966.
- Shepherd of Mankind (1964)
- The Red Lacquered Gate (1967)
- The Glory Tent (1967)
- The Wine and the Music (1968)
- A Woman in the House (1971)
- The Shape of Illusion (1972)
  - Deutsch: Aller Menschen Ebenbild. Das Bester, Stuttgart 1973, ISBN 3-87070-048-3 (gekürzt).
- The Lady of the Lotus (1975)

Sammlungen
- The Edge of Things (1960)

Kurzgeschichten
1926:
- The Music of Madness (in: Weird Tales, March 1926)

1933:
- The Mobster Man (Dean Culver-Story, in: Strange Detective Stories, December 1933)

1936:
- It Is Dark in My Grave (in: Terror Tales, March 1936)

1960:
- The Blue Sleep (1960, in: William E. Barrett: The Edge of Things)
- The Destroyer (1960, in: William E. Barrett: The Edge of Things)
- Flight From Youth (1960, in: William E. Barrett: The Edge of Things)
- Velma (1960, in: William E. Barrett: The Edge of Things)

## Verfilmungen
- 1955: Die linke Hand Gottes
- 1962: Lilien auf dem Felde
- 1970: Die Geliebte des Priesters (Pieces of dreams) – nach dem Roman The Wine and the Music